# M/V
M/V is een televisieprogramma. Het werd uitgezonden door de zender Tien (voorheen Talpa en later RTL 8). Het programma werd in 2007 voor onbepaalde tijd gestopt.
De programmaformule is een strijd tussen de seksen en een zoektocht naar de verschillen tussen man en vrouw. Het programma wordt gepresenteerd door Beau van Erven Dorens (namens de mannen) en Linda de Mol (namens de vrouwen). Aan het einde van elke uitzending volgt een komische conclusie door de cabaretier Harry Glotzbach.
In 2007 werd bekend dat er een Roemeense versie van M/V zou worden gemaakt voor de Roemeense televisie.